# Demografía de la ciudad de Córdoba (Argentina)
La población de la ciudad de Córdoba es un ejemplo típico de la composición demográfica de la Argentina. Tras el periodo colonial y tras la segunda mitad de siglo XIX dejó de estar compuesta casi exclusivamente por criollos con orígenes españoles e indígenas para pasar a estar predominantemente poblada por inmigrantes procedentes de Europa, por este motivo actualmente gran parte de la población de la ciudad de Córdoba está compuesta por argentinos descendientes de italianos y españoles y mestizos.

## Composición étnica
La composición étnica de la población de la Argentina está muy influenciada por la gran ola de inmigración, mayoritariamente de españoles y en segundo lugar italianos, sucedida entre mediados del siglo XIX hasta mediados del siglo XX, y el mestizaje de estos con la población local, integrada por una base hispana e indígena originaria presente desde la conquista española, fuertemente mestizadas entre sí y con una población mediana de colonizadores españoles.
Al igual que Australia, Brasil, Canadá, Estados Unidos o Uruguay, la Argentina fue considerada como un país de inmigración en su momento, es decir una sociedad que ha sido influida decisivamente por uno o más fenómenos inmigratorios masivos. Por otra parte los distintos grupos que integran su población han establecido intensos mestizajes interétnicos, situación conocida en el país como "crisol de razas". Se estima que un 90% de la población desciende en algún grado de inmigrantes,aunque la mayoría de ellos es mestizo.
Adicionalmente Argentina cuenta con considerables minorías judías, árabes, armenias, japonesas, chinas y coreanas. Desde mediados del siglo XX, la inmigración proveniente de países sudamericanos, principalmente Paraguay y Bolivia, ha cobrado mayor importancia.
La población de la ciudad de Córdoba es un ejemplo típico de la composición demográfica de la Argentina toda: la ciudad de Córdoba tras el periodo colonial y tras la segunda mitad de siglo XIX dejó de estar compuesta casi exclusivamente por criollos con orígenes españoles e indígenas para pasar a estar predominantemente poblada por inmigrantes procedentes de Europa, por este motivo actualmente gran parte de la población de la ciudad de Córdoba está compuesta por argentinos descendientes de italianos , españoles y mestizos.
La ciudad recibe un constante flujo de estudiantes provenientes del noreste y noroeste argentino, de la Patagonia,  de las ciudades del interior provincial, y de países sudamericanos como Bolivia, Perú y Paraguay, debido principalmente a la Universidad Nacional de Córdoba, lo que incrementa paulatinamente el total de la población. Córdoba crece constantemente, expandiéndose en especial hacia el sur (camino a Alta Gracia) y hacia el noroeste (camino a Villa Allende y Argüello), sobre todo desde el 2005, año en el que el Gobierno de la Provincia inició la construcción de viviendas sociales financiadas.
Sobresalen las colectividades bolivianas, judías y árabe, que están plenamente integradas al pueblo cordobés, especialmente en el ámbito educativo, profesional  y comercial. Los bolivianos de origen suman aproximadamente 30.000 inmigrantes, a los que deben sumarse sus hijos argentinos y los que ya han adquirido la nacionalidad. Su asiento principal se ubica en barrio Villa El Libertador. La comunidad judía argentina ha aportado una de las mayores contribuciones a la emigración hacia el Estado de Israel (en Córdoba se encuentra su segundo asiento poblacional, en importancia,  del país). En la ciudad existen, al menos, tres Sinagogas, todas ellas en la zona del ex-Mercado de Abasto de la ciudad, y coexisten en paz y armonía en todas las actividades con los árabes y sus descendientes.
Córdoba ha sido desde los años 1920s uno de los principales centros de la inmigración procedente de Armenia. Además hay una importante comunidad de gitanos, ubicados en su mayoría en los barrios Las Flores, San Nicolás y en cercanías de la Avenida Japón, al norte de la ciudad. Por último otra gran comunidad en Córdoba es la peruana, que se asienta principalmente en el barrio Alberdi en adyacencias de la Avenida Colón y el Hospital de Clínicas, otras corrientes demográficas que han dado notorios aportes demográficos a la ciudad de Córdoba son la irlandesa, japonesa, libanesa, siria, japonesa, coreana y china (estas dos últimas principalmente desde la segunda mitad de los 1970s).

## Estadísticas

### Evolución poblacional

Crecimiento del área urbanizada entre 1573 y 2007.

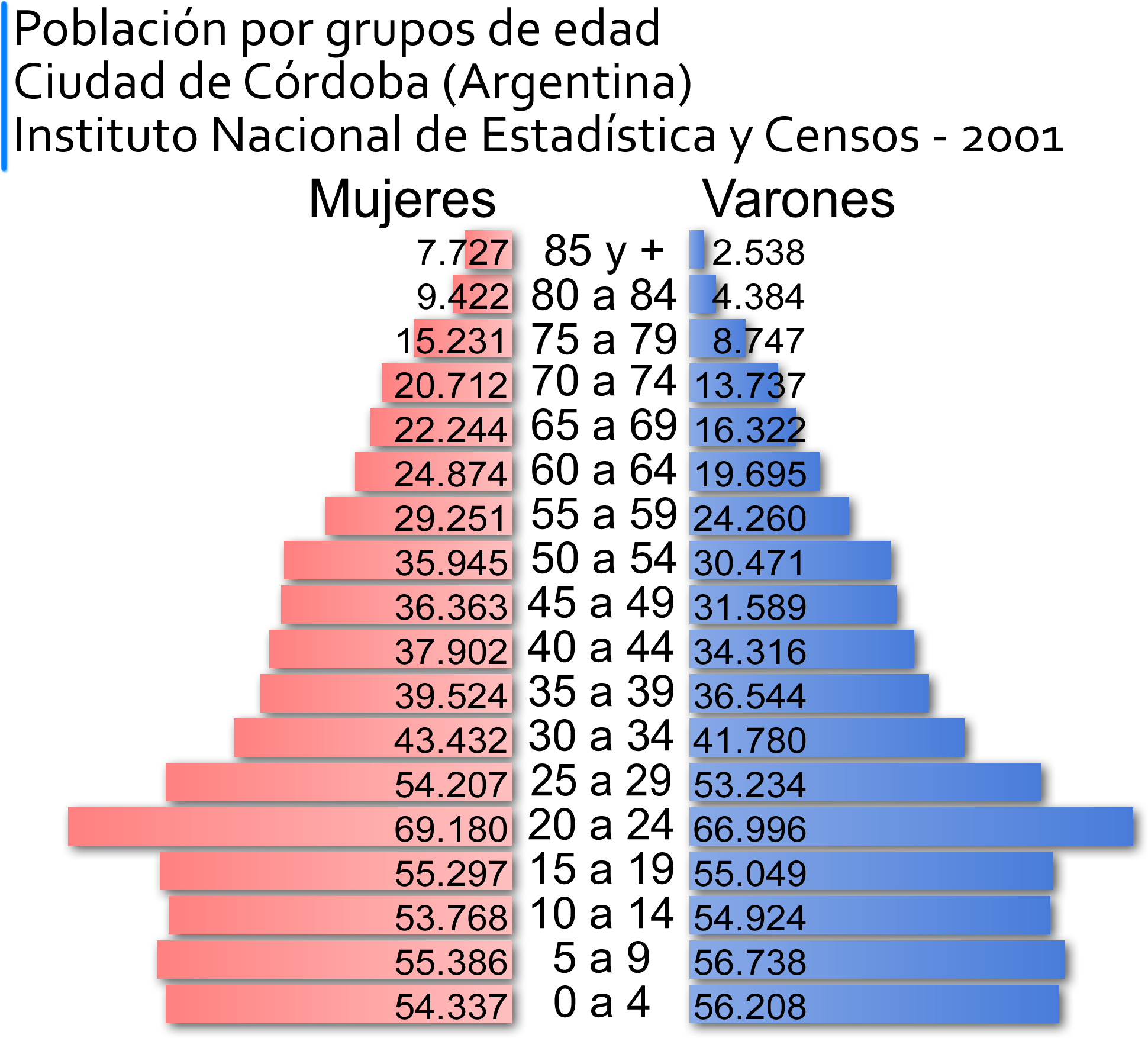
Pirámide poblacional obtenida durante el censo de 2001 del INDEC.

| Población                       | 9.080 | 34.458 | 54.763 | 134.935 | 386.828 | 586.015 | 801.771 | 990.968 | 1.179.372 | 1.284.582 | 1.329.604 |
| Tasa de crecimiento intercensal |       |        | 17,5   | 44,5    | 29,3    | 31,5    | 31,1    | 21,1    | 13,2      | 8,92      | 3,5       |

| Gráfica de evolución demográfica de Demografía de la ciudad de Córdoba entre 1573 y 2021 |
|                                                                                          |
| Fuentes:                                                                                 |

### Población por zona de CPC
|                        |           |         |         |
|                        | Población | Varones | Mujeres |
| Centroamérica          | 145.308   | 69.004  | 76.304  |
| Monseñor Pablo Cabrera | 90.799    | 43.445  | 47.354  |
| Argüello               | 142.955   | 69.302  | 73.653  |
| Colón                  | 111.004   | 52.834  | 58.170  |
| Ruta 20                | 120.489   | 58.295  | 62.194  |
| Libertador             | 138.480   | 67.555  | 70.925  |
| Empalme                | 240.977   | 116.276 | 124.701 |
| Pueyrredón             | 77.729    | 36.446  | 41.283  |
| Rancagua               | 86.209    | 41.836  | 44.373  |
| Mercado de la Ciudad   | 130.632   | 58.785  | 71.847  |

### Distribución por grupos etarios
| Centroamérica          | 37.328 | 25.239 | 66.413  | 16.327 |
| Monseñor Pablo Cabrera | 20.878 | 16.159 | 43.079  | 10.682 |
| Argüello               | 40.952 | 26.987 | 64.679  | 10.337 |
| Colón                  | 28.907 | 19.948 | 51.113  | 11.035 |
| Ruta 20                | 35.321 | 22.138 | 52.611  | 10.420 |
| Libertador             | 40.927 | 26.466 | 61.379  | 9.708  |
| Empalme                | 70.226 | 44.168 | 105.726 | 20.857 |
| Pueyrredón             | 19.593 | 13.219 | 35.249  | 9.668  |
| Rancagua               | 24.600 | 15.423 | 38.248  | 7.938  |
| Mercado de la Ciudad   | 16.736 | 38.913 | 60.060  | 14.924 |

### Población total y densidad
| Provincia de Córdoba | 3.066.801 | 3.308.876 | 165.321 | 18,6    | 20      |
| Córdoba              | 1.284.582 | 1.329.604 | 576     | 2.230,2 | 2.308,3 |

### Evolución hogares
| 1     | 60.171  | 15,68 | 15,68 | 64.214  | 15,92 | 15,92 | 71.605  | 17,11 | 17,11 |
| 2     | 80.527  | 20,99 | 36,67 | 96.846  | 24    | 39,92 | 104.308 | 24,92 | 42,03 |
| 3     | 73.531  | 19,16 | 55,83 | 80.150  | 19,86 | 59,78 | 83.751  | 20,01 | 62,04 |
| 4     | 66.287  | 17,27 | 73,1  | 67.240  | 16,67 | 76,45 | 70.035  | 16,73 | 78,78 |
| 5     | 52.045  | 13,56 | 86,67 | 43.336  | 10,74 | 87,19 | 48.133  | 11,5  | 90,28 |
| 6     | 24.841  | 6,47  | 93,14 | 26.381  | 6,54  | 93,73 | 16.612  | 3,97  | 94,25 |
| 7     | 10.993  | 2,86  | 96    | 13.160  | 3,26  | 96,99 | 11.706  | 2,8   | 97,05 |
| 8     | 5.106   | 1,33  | 97,34 | 3.806   | 0,94  | 97,93 | 4.340   | 1,04  | 98,08 |
| 9     | 4.326   | 1,13  | 98,46 | 4.62    | 1,15  | 99,08 | 4.689   | 1,12  | 99,2  |
| 10    | 1.942   | 0,51  | 98,97 | 1.564   | 0,39  | 99,47 | 396     | 0,09  | 99,3  |
| 11    | 1.477   | 0,38  | 99,35 | 1.348   | 0,33  | 99,8  | 485     | 0,12  | 99,41 |
| 12    | 850     | 0,22  | 99,58 | 598     | 0,15  | 99,95 | 1.100   | 0,26  | 99,68 |
| 13    | 1.629   | 0,42  | 100   | 207     | 0,05  | 100   | 956     | 0,23  | 99,9  |
| 14    | 0       | 0     |       | 0       | 0     |       | 398     | 0,1   | 100   |
| Total | 383.725 | 100   |       | 403.474 | 100   |       | 418.514 | 100   |       |

### Cantidad de personas por tipo de hogar por CPC
| Centroamérica          | 145.308 | 144.396 | 912   | 5.298  | 90.616  | 44.458 | 3.205 | 818    |
| Monseñor Pablo Cabrera | 90.799  | 88.711  | 2.087 | 3.456  | 58.107  | 24.448 | 2.217 | 484    |
| Argüello               | 142.955 | 141.767 | 1.189 | 3.360  | 101.932 | 32.628 | 3.368 | 479    |
| Colón                  | 111.004 | 110.253 | 751   | 3.830  | 71.352  | 31.567 | 2.927 | 577    |
| Ruta 20                | 120.489 | 120.099 | 390   | 3.069  | 80.542  | 33.702 | 2.414 | 373    |
| Libertador             | 138.480 | 138.101 | 379   | 3.784  | 91.435  | 38.407 | 3.508 | 967    |
| Empalme                | 240.977 | 239.856 | 1.121 | 6.593  | 155.382 | 72.465 | 4.689 | 727    |
| Pueyrredón             | 77.729  | 76.986  | 743   | 3.614  | 48.719  | 21.844 | 2.256 | 553    |
| Rancagua               | 86.209  | 86.093  | 116   | 2.337  | 54.260  | 27.411 | 1.855 | 230    |
| Mercado de la Ciudad   | 130.632 | 127.132 | 3.500 | 18.380 | 56.570  | 34.361 | 7.158 | 10.662 |